# Moingona (Iowa)
Ne doit pas être confondu avec Moingona (Tribu).
Moingona est une communauté non constituée en municipalité du comté de Boone, en Iowa, aux États-Unis. Elle est située au sud-ouest de Boone, le siège de comté.

## Histoire
La communauté a eu un bureau postal en 1867. Celui a fermé en 1928,. La communauté est baptisée en référence à la tribu Moingona (en).

## Source de la traduction
- (en) Cet article est partiellement ou en totalité issu de l’article de Wikipédia en anglais intitulé « Moingona, Iowa » (voir la liste des auteurs).